# Пандион (сын Кекропса)
Пандион (др.-греч. Πανδίων) — герой древнегреческой мифологии из аттического цикла. Унаследовал от отца, Кекропса, царскую власть в Афинах, был изгнан родственниками, позже стал царём Мегары благодаря браку. Одним из его сыновей был Эгей. Учёные полагают, что Пандион, сын Кекропса, появился в источниках как частичный двойник одного из первых афинских царей — Пандиона, сына Эрихтония.

## В мифологии
Античные авторы называют Пандиона единственным сыном афинского царя Кекропса, то есть потомком Геи и Гефеста. Его матерью была Метиадуса — дочь Эвпалама, сестра Дедала, родная или внучатая племянница своего мужа. После смерти отца Пандион стал царём. Именно в его правление в Афинах появился преследуемый эриниями матереубийца Орест, добившийся затем от ареопага оправдания; тогда же, по данным Евсевия Кесарийского, Зевс похитил Европу, а Кадм появился в Элладе.
Позже Пандион был изгнан своими двоюродными братьями, сыновьями Метиона, и поселился в Мегаре. Орозий в связи с этим пишет о его «жалком бегстве». Пандион женился на дочери местного царя Пиласа по имени Пилия; по данным Павсания это произошло до изгнания, по данным Псевдо-Аполлодора — после. Когда Пиласу пришлось оставить город из-за убийства родственника, Пандион получил царскую власть. У него родились четверо сыновей: Эгей, Лик, Паллант и Нис. Псевдо-Аполлодор уточняет, что по некоторым данным Эгей родился от человека по имени Скирий и что Пандион выдавал его за своего сына.
Пандион умер в Мегаре, и его похоронили на берегу моря, на скале Афины Эфии. Впоследствии сыновья Пандиона изгнали из Аттики Метионидов и разделили отцовское наследство на четыре части. Получивший верховную власть Эгей стал земным отцом Тесея.
Согласно альтернативной версии мифа, Пандион сам отвоевал Афины у Метионидов и разделил своё царство между сыновьями перед смертью.

## Память
В историческую эпоху мегарцы показывали путникам скалу Афины Эфии, на которой был похоронен Пандион. В их городе существовало и святилище, где этому царю поклонялись по крайней мере до времён Павсания (II век н. э.). Имя Пандион встречалось в Аттике. Сохранилось одно изображение на античной вазе с такой подписью, но оно представляет собой простую жанровую сцену, в которой действует обезличенный герой. Афинский трагик Филокл создал драматическую тетралогию «Пандион», текст которой полностью утрачен.
Учёные полагают, что образ Пандиона мог иметь не афинское, а мегарское происхождение. Появление в античной традиции такого героя, правившего и Афинами, и Мегарой, по-видимому, стало возможным благодаря определённому сближению этих двух полисов в историческую эпоху; в таком случае датировать это появление следует самое позднее VI веком до н. э., временем до начала афинско-мегарских войн. Предположительно Пандиона, сына Кекропса, не было в афинском царском списке изначально — его могли добавить туда вместе с Кекропсом II для большей хронологической и генеалогической согласованности отдельных частей перечня. Этот персонаж мог стать частичным двойником Пандиона, сына Эрихтония.